# William l'hippopotame en faïence
William est le surnom d'un hippopotame en faïence qui sert de mascotte informelle au  Metropolitan Museum of Art de New York.

## William au Met
Remontant au Moyen Empire, il a été découvert en Haute-Égypte dans un puits associé à la chapelle funéraire du serviteur Senbi, dans le village actuel de Meir (en). William est daté entre 1961 et 1878 av. J.-C., période correspondant aux règnes de Sésostris Ier et Sésostris II. Cette petite statuette en faïence égyptienne est devenue populaire non seulement grâce à son allure attachante, mais aussi parce que ses caractéristiques illustrent quelques-uns des aspects les plus saillants de la production artisanale de l'Égypte durant cette période.
William a été acquis par le Metropolitan Museum en 1917 parmi d'autres objets de la tombe du serviteur Senbi. Selon le Bulletin du musée de cette année, cet hippopotame est « un exemple particulièrement beau d'un type découvert associé à d'autres représentations animales du mobilier funéraire des tombes du Moyen Empire », ainsi qu'une pièce exemplaire de faïence égyptienne.
William est exposé dans la galerie 111 du Metropolitan Museum of Art de New York.

## Un type d'objet funéraire
Ces objets, dont la provenance archéologique est incertaine, sont datés de la Première Période intermédiaire ou du Moyen Empire, une période qui voit se développer la pratique de la faïence égyptienne.
Ce type d'objet était commun dans le monde égyptien, dans des tombes sans décoration. Il pourrait s'agir de substitut des scènes peintes. Un hippopotame similaire est conservé au Musée du Louvre. Animal du fleuve, l'hippopotame représentait un grand danger pour les pêcheurs et les chasseurs, dont il risquait de faire chavirer les embarcations : pour cette raison, il était associé au mal. On peignait donc sur les statuettes de faïence des plantes des marais pour qu'il reste dans son élément.

## Pourquoi «William»?
Au début du XXe siècle, le capitaine H.M. Raleigh et sa famille possédaient une photo de l'hippopotame et l'appelaient William. Raleigh a publié le 18 mars 1931 un article à son sujet dans le magazine Punch, dans lequel il écrit :

« Il est décrit à l'arrière du cadre comme « Hippopotame avec des fleurs, des boutons et des feuilles de lotus, XIIe dynastie (environ 1950 avant J.-C.), Série VII, numéro i, Faïence égyptienne », mais pour nous c'est simplement William,,. »

Cet article a été réimprimé dans le bulletin du Metropolitan Museum en juin 1931 et le nom est resté. En 1936, le musée a publié un livre intitulé William and his Friends: A Group of Notable Creatures in the Metropolitan Museum of Art (William et ses amis : un groupe de créatures remarquables au Metropolitan Museum). Depuis lors, William a continué à apparaître sur certains logos et produits du musée, aussi bien pour enfants que pour adultes. Le Metropolitan Museum a commencé à en vendre des reproductions dans les années 1950. Elles sont aujourd'hui fabriquées par la société M. Hart Pottery.